# The Honeycombs
The Honeycombs erano un gruppo musicale inglese principalmente ricordato per il loro bestseller Have I the Right? (1963), che fu prodotto da Joe Meek. Il gruppo aveva fra i suoi membri Honey Lantree, una delle poche batteriste donne dell'epoca.

## Storia

### Origini
Gli Honeycombs prendevano originariamente il nome di Sheratons e vennero fondati dal parrucchiere Martin Murray nel mese di novembre del 1963 a North London. Oltre a Murray, la formazione contava la sua assistente Honey Lantree, suo fratello John e due amici. La band suonò in diversi locali del West End e alla Mildmay Tavern e vi fecero parte anche Ken Howard e Alan Blaikley che scrissero alcune canzoni del gruppo e che diverranno in futuro due prolifici cantautori solisti.

### Have I the Right?
Nel mentre, gli Honeycombs entrarono in contatto con il produttore Joe Meek che produsse la loro Have I the Right? nel suo appartamento a Islington. Il brano venne scritto da Howard e Blaikley e in esso predominano le percussioni, il cui suono venne potenziato aggiungendovi i suoni dei membri del gruppo che battono a ritmo i piedi sulle scale di legno che conducono allo studio; per registrare il tutto, Meek si servì di cinque microfoni che appese alle ringhiere con delle fascette per bici. Fece anche suonare un tamburello a diretto contatto con un microfono e accelerare la velocità della traccia. La band, che venne intanto rinominata The Honeycombs per volere del futuro presidente della Pye Records Louis Benjamin, pubblicò Have I the Right il 26 giugno 1964. Dopo uno scarso successo iniziale, la traccia riuscì a scalare le classifiche fino a raggiungere la prima posizione nel Regno Unito, Australia e Canada e a vendere un milione di copie. Grazie al successo della traccia, gli Honeycombs andarono in tournée in Estremo Oriente e Australia.
Del brano fu anche pubblicata una versione cantata in lingua tedesca intitolata Hab ich das Recht?, che si piazzò alla ventunesima posizione in Germania.

### 1964-1965
Poco dopo l'uscita di Have I the Right, gli Honeycombs pubblicarono alcuni singoli di scarso successo, fra cui una cover di Something Better Beginning (1965) di Ray Davies, e fecero diverse apparizioni in programmi TV come Top of the Pops, Ready Steady Go!, Shindig! e Beat-Club e nel film Pop Gear (1965). Nell'agosto del 1965 il gruppo pubblicò That's the Way che si piazzò alla dodicesima posizione. Il suo seguenteThis Year Next Year non riuscì invece a eguagliare lo stesso successo.

### 1966-1967
Nel 1966 vennero realizzati Who Is Sylvia?, un adattamento di An Sylvia di Franz Schubert, e It's So Hard, che verrà riproposta dagli Dave Dee, Dozy, Beaky, Mick & Tich con il titolo Hard to Love You. Nel mese di aprile dello stesso anno Denis D'Ell, Allan Ward e Peter Pye abbandonarono il gruppo. Alla fine del 1966 gli Honeycombs fecero una tournée in Giappone da cui fu estratto un disco dal vivo (In Tokyo). La band si sciolse agli inizi del 1967, poco dopo il suicidio di Joe Meek.

### Dopo lo scioglimento
Nel 1972 Peter Pye iniziò una breve carriera da solista e pubblicò tre album e due singoli usando il nome Peter Franc. Negli anni novanta, Murray iniziò a frequentare i circoli dei cabaret assieme ai suoi Martin Murray's Honeycombs mentre Honey Lantree, Peter Pye e Denis D'Ell (a cui si aggiungerà in seguito John Lantree) organizzarono una tournée di successo. Nel 1999, essi vennero contattati dal produttore discografico Russell C. Brennan che chiese a loro di registrare Live and Let Die per la compilation Cult Themes from the '70s Vol. 2 D'Ell morì il 6 luglio del 2005 mentre Lantree mancò il 23 dicembre 2018.

## Formazione

### Ultima formazione
- Denis D'Ell – voce, armonica
- Peter Pye – chitarra ritmica
- Allan Ward – chitarra solista
- John Lantree – basso
- Honey Lantree – batteria, voce

### Ex componenti
- Martin Murray – chitarra

## Discografia

### Album in studio
- 1964 – The Honeycombs
- 1965 – All Systems Go!
- 2016 - 304 Holloway Road Revisited

### Album live
- 1965 – In Tokyo

### Singoli
- 1964 – Have I the Right
- 1964 – Is It Because
- 1964 – I Can't Stop
- 1964 – Eyes
- 1965 – Something Better Beginning
- 1965 – That's the Way
- 1965 – This Year Next Year
- 1966 – Who Is Sylvia
- 1966 – It's So Hard
- 1966 – That Loving Feeling